# Классическая теория тяготения Ньютона

Закон всемирного тяготения Ньютона

Класси́ческая тео́рия тяготе́ния Нью́то́на (Зако́н всеми́рного тяготе́ния Нью́то́на) — закон, описывающий гравитационное взаимодействие в рамках классической механики. Этот закон был открыт Ньютоном около 1666 года, опубликован в 1687 году в «Началах» Ньютона.
Закон гласит, что сила {\displaystyle {\vec {F}}} гравитационного притяжения между двумя материальными точками с массами {\displaystyle m_{1}} и {\displaystyle m_{2}}, разделёнными расстоянием {\displaystyle r}, действует вдоль соединяющей их прямой, пропорциональна каждой из масс и обратно пропорциональна квадрату расстояния.
То есть
{\displaystyle F=G\cdot {m_{1}\cdot m_{2} \over r^{2}}}.
Здесь {\displaystyle G} — гравитационная постоянная, равная: 6,67430(15)·10−11 м³/(кг·с²).

## Свойства ньютоновского тяготения
В ньютоновской теории каждое обладающее массой тело порождает силовое поле притяжения к этому телу, называемое гравитационным полем.
Гравитационное взаимодействие в теории Ньютона распространяется мгновенно, так как сила тяготения зависит только от взаимного расположения притягивающихся тел в данный момент времени. Также для ньютоновских гравитационных сил справедлив принцип суперпозиции: сила тяготения, действующая на частицу со стороны нескольких других частиц, равна векторной сумме сил притяжения со стороны каждой частицы.
Ускорение, которое тело А приобретает под воздействием притяжения тела В, не зависит от массы тела А. Причина этого в том, что сила притяжения, действующая на тело А со стороны тела В, пропорциональна массе тела А — но ускорение, приобретаемое любым телом под действием любой силы, обратно пропорционально его массе по второму закону Ньютона; таким образом, увеличение массы тела А в равной мере увеличивает действующую на него силу и его сопротивление этой силе. В современной физике это свойство формулируют как равенство гравитационной и инертной масс.
В теории тяготения Ньютона ускорение точечного или маленького тела под действием гравитационной силы всегда в точности равно напряжённости гравитационного поля в точке, в которой находится тело, определяемой как отношение {\displaystyle {\vec {g}}={\vec {F}}/m}.
Сферически симметричное тело создаёт за своими пределами такое же поле, как материальная точка той же массы, расположенная в центре тела. Внутри сферически симметричной оболочки (имеющей сферическую полость или выделенной условно, являясь реально частью какого-то тела) поле, создаваемое ею, имеет нулевую напряжённость (и, соответственно, постоянный потенциал), то есть сферически симметричная оболочка не притягивает находящиеся внутри неё тела и вообще никак на них не действует посредством гравитации.
Из сказанного выше и третьего закона Ньютона вытекает утверждение, что на сферически симметричное тело гравитация сторонних источников действует в точности как на точечное тело той же массы, расположенное в центре симметрии. А отсюда следует, что и два сферически симметричных тела конечных размеров притягиваются так же, как точечные тела тех же масс, расположенные в их центрах. Это утверждение оказывается важным для небесной механики, ибо многие небесные тела имеют именно сферически симметричную форму (пусть и не точно), что, в дополнение к тому, что расстояния между небесными телами обычно во много раз превосходят их размеры, упрощает применение теории к ним, так как сила их взаимодействия (в соответствующем приближении, которое оказывается обычно очень хорошим), а соответственно, и ускорение, вычисляются столь же просто, как для материальных точек, — по формуле из преамбулы.
Гравитационное поле в теории Ньютона является потенциальным, в связи с этим для его описания можно использовать гравитационный потенциал {\displaystyle \varphi .} В случае, если поле создаётся расположенной в начале координат точечной массой {\displaystyle M}, гравитационный потенциал определяется формулой:
| {\displaystyle \varphi ({\vec {r}})=-G{\frac {M}{r}}}, | (1.1) |

(здесь потенциал на бесконечности, как это делается обычно, принят равным нулю).
В общем случае, когда плотность вещества {\displaystyle \rho } распределена произвольно, {\displaystyle \varphi } удовлетворяет уравнению Пуассона:
| {\displaystyle \Delta \varphi ({\vec {r}})=-4\pi G\rho ({\vec {r}})}. | (1.2) |

Решение данного уравнения записывается в виде:
| {\displaystyle \varphi ({\vec {r}})=-G\int _{V^{\prime }}{\frac {\rho ({\vec {r}}^{\prime })dV^{\prime }}{\|{\vec {r}}-{\vec {r}}^{\prime }\|}}+C}. | (1.3) |

Здесь {\displaystyle {\vec {r}}} — радиус-вектор точки, в которой определяется потенциал, {\displaystyle {\vec {r}}^{\prime }} — радиус-вектор элемента объёма {\displaystyle dV^{\prime }} c плотностью вещества {\displaystyle \rho ({\vec {r}}^{\prime })}, а интегрирование охватывает все такие элементы; {\displaystyle C} — произвольная постоянная; чаще всего её принимают равной нулю, как это сделано в формуле выше для одного точечного источника.
Сила притяжения, действующая в гравитационном поле на материальную точку с массой {\displaystyle m}, связана с потенциалом формулой:
| {\displaystyle {\vec {F}}({\vec {r}})=-m\nabla \varphi ({\vec {r}})}. | (1.4) |

Если поле создаётся точечной массой {\displaystyle M}, расположенной в начале координат, то на точку массой {\displaystyle m} действует сила
| {\displaystyle {\vec {F}}({\vec {r}})=-G{\frac {mM}{r^{3}}}\cdot {\vec {r}}}. | (1.5) |

Величина этой силы зависит только от расстояния {\displaystyle r} между массами, но не от направления радиус-вектора {\displaystyle {\vec {r}}} (см. формулу в преамбуле).
Траектория материальной точки в гравитационном поле, создаваемом много большей по массе материальной точкой, подчиняется законам Кеплера. В частности, планеты и кометы в Солнечной системе движутся по эллипсам или гиперболам. Влияние других планет, искажающее эту картину, можно учесть с помощью теории возмущений.

## Аналогия с электростатикой
С точки зрения физики, гравитационное поле сильно отличается от электростатического — например, массы всегда притягиваются, а заряды могут и отталкиваться, в гравитации нет аналога таким эффектам, как электростатическая индукция и т. д. Однако классические математические модели обеих теорий во многом сходны, а в ряде случаев даже тождественны. В связи с этим для ньютоновской гравитации применимы по сути все те теоретические конструкции и методы решения задач, которые применяются в электростатике. В этом, формальном (но математически вполне содержательном) смысле, можно сказать, что теория одна.
Среди теорем и методов, одинаково имеющих силу (и место для применения) в ньютоновской теории гравитации и электростатике, можно назвать теорему Гаусса, теорему Ирншоу, метод изображений, метод конформных отображений, полностью теорию потенциала, не говоря уже о принципе суперпозиции и других разного рода математических принципах и приёмах.
Ньютоновская гравитация гораздо более точно соответствует эксперименту, чем электростатика — она реже даёт существенную ошибку, и величина этой ошибки обычно гораздо меньше. Также можно заметить, что более общие теории для гравитации и электростатики (это соответственно ОТО и электродинамика) совершенно различны.

## Точность закона всемирного тяготения Ньютона
Экспериментальная оценка степени точности закона тяготения Ньютона является одним из подтверждений общей теории относительности. Опыты по измерению квадрупольного взаимодействия вращающегося тела и неподвижной антенны показали, что приращение {\displaystyle \delta } в выражении для зависимости ньютоновского потенциала {\displaystyle r^{-(1+\delta )}} на расстояниях нескольких метров находится в пределах {\displaystyle (2,1\pm 6,2)\cdot 10^{-3}}. Другие опыты также подтвердили отсутствие модификаций в законе всемирного тяготения.
Закон всемирного тяготения Ньютона в 2007 г. был проверен и на расстояниях, меньших одного сантиметра (от 55 мкм до 9,53 мм). С учётом погрешностей эксперимента в исследованном диапазоне расстояний отклонений от закона Ньютона не обнаружено.
В 2021 г. закон всемирного тяготения Ньютона был проверен для тел с массой 90 мг на расстояниях от 3 до 5 мм.. 
Прецизионные лазерные дальнометрические наблюдения за орбитой Луны подтверждают закон всемирного тяготения на расстоянии от Земли до Луны с точностью {\displaystyle 3\cdot 10^{-11}}.

## Связь с геометрией евклидова пространства
Факт равенства с очень высокой точностью ({\displaystyle 10^{-9}}) показателя степени расстояния в знаменателе выражения для силы тяготения числу {\displaystyle 2} отражает евклидову природу трёхмерного физического пространства механики Ньютона. В трёхмерном евклидовом пространстве площадь поверхности сферы точно пропорциональна квадрату её радиуса.

## Исторический очерк
(См. также Ньютон, Исаак#Всемирное тяготение и астрономия).
Сама идея всеобщей силы тяготения неоднократно высказывалась и до Ньютона. Ранее о ней размышляли Эпикур, Гассенди, Кеплер, Борелли, Декарт, Роберваль, Гюйгенс и другие. Кеплер полагал, что тяготение обратно пропорционально расстоянию до Солнца и распространяется только в плоскости эклиптики; Декарт считал его результатом вихрей в эфире. Были, впрочем, догадки с правильной зависимостью от расстояния; Ньютон в письме к Галлею упоминает как своих предшественников Буллиальда, Рена и Гука. Но до Ньютона никто не сумел ясно и математически доказательно связать закон тяготения (силу, обратно пропорциональную квадрату расстояния) и законы движения планет (законы Кеплера).. Кроме того, Ньютон пришёл к пониманию того, что гравитация универсальна: другими словами, одна и та же сила заставляет и яблоко падать на землю, и Луну вращаться вокруг Земли.
В своём основном труде «Математические начала натуральной философии» (1687) Исаак Ньютон вывел закон тяготения, основываясь на эмпирических законах Кеплера, известных к тому времени. Он показал, что:
- наблюдаемые движения планет свидетельствуют о наличии центральной силы;
- обратно, центральная сила притяжения приводит к эллиптическим (или гиперболическим) орбитам.

Кроме того, Ньютон достиг существенного продвижения в таких практически значимых темах, связанных с тяготением, как проблема фигуры Земли, теория приливов, предварение равноденствий.
Отметим, что теория тяготения Ньютона уже не была, строго говоря, гелиоцентрической. Уже в задаче двух тел планета вращается не вокруг Солнца, а вокруг общего центра тяжести, так как не только Солнце притягивает планету, но и планета притягивает Солнце. Наконец, выяснилась необходимость учесть влияние планет друг на друга.
Теория Ньютона имела ряд существенных отличий от гипотез предшественников. Ньютон не просто опубликовал предполагаемую формулу закона всемирного тяготения, но фактически предложил целостную математическую модель:
- закон тяготения;
- закон движения (второй закон Ньютона);
- система методов для математического исследования (математический анализ).

В совокупности эта триада достаточна для полного исследования самых сложных движений небесных тел и тем самым создаёт основы небесной механики. До Эйнштейна никаких принципиальных поправок к указанной модели не понадобилось, хотя математический аппарат оказалось необходимым значительно развить. Последующие исследователи достигли также существенного прогресса в небесной механике, и «астрономическая точность» расчётов вошла в поговорку.
В течение XVIII века закон всемирного тяготения был предметом активной дискуссии (против него выступали сторонники школы Декарта) и тщательных проверок. К концу века стало общепризнанным, что закон всемирного тяготения позволяет с огромной точностью объяснить и предсказать движения небесных тел. Генри Кавендиш в 1798 году осуществил прямую проверку справедливости закона тяготения в земных условиях, используя исключительно чувствительные крутильные весы. Важным этапом стало введение Пуассоном в 1813 году понятия гравитационного потенциала и уравнения Пуассона для этого потенциала; эта модель позволяла исследовать гравитационное поле при произвольном распределении вещества. После этого ньютоновский закон стал рассматриваться как фундаментальный закон природы.

## Недостатки классической теории тяготения
В то же время ньютоновская теория содержала ряд трудностей. Главные из них следующие.
1. Необъяснимое дальнодействие: сила притяжения передавалась непонятно как через совершенно пустое пространство, причём бесконечно быстро. По существу ньютоновская модель была чисто математической, без какого-либо физического содержания.
2. Если Вселенная, как тогда предполагали, евклидова и бесконечна, и при этом средняя плотность вещества в ней ненулевая, то возникает неразрешимый гравитационный парадокс, который поставил под сомнение применимость ньютоновской теории в космологических масштабах.
3. В конце XIX века обнаружилась ещё одна проблема: расхождение теоретического и наблюдаемого смещения перигелия Меркурия[22].

В течение XVIII—XIX веков делались неоднократные попытки модифицировать или обобщить классическую теорию тяготения — физики изменяли формулу ньютоновского закона, объясняли механизм тяготения участием мирового эфира. По мере осознания принципов теории относительности начались попытки построить релятивистское обобщение теории гравитации. По-видимому, первую чёткую формулировку проблемы опубликовал Анри Пуанкаре в 1905 году:

Возможно ли найти такой закон, который удовлетворил бы условиям, поставленным Лоренцем [имеются в виду преобразования Лоренца] и одновременно сводился к закону Ньютона во всех случаях, когда скорости небесных тел достаточно малы для того, чтобы можно было пренебречь их квадратами (а также  произведениями ускорений на расстояния) по сравнению с квадратом скорости света?

Пуанкаре в статье «О динамике электрона» предложил два варианта релятивистского обобщения закона тяготения. Оба они исключали дальнодействие (скорость гравитации совпадала со скоростью света). Историк науки В. П. Визгин в своей монографии пишет:

Релятивистская теория тяготения, развитая Пуанкаре, не привлекла внимания физиков, хотя в принципиальном  
отношении она была значительным шагом вперед в развитии гравитационной проблемы. Причины этого невнимания, с нашей точки зрения, таковы:
1. теория не объясняла аномальное смещение перигелия Меркурия;
2. большинство физиков в 1906—1908 годах не разделяло релятивистской программы;
3. формально-алгебраический метод построения теории отодвинул на задний план физические аспекты теории;
4. неоднозначность свидетельствовала о незаконченности теории;
5. в период преобладания электромагнитно-полевой программы настоящее обобщение ньютоновской теории тяготения требовало использования явного полевого подхода — теория же Пуанкаре не давала уравнений гравитационного поля, из которых можно было получить найденные им лоренц-инвариантные элементарные законы взаимодействия.

Далее наброски релятивистской теории тяготения опубликовали в начале 1910-х годов Макс Абрахам, Гуннар Нордстрём и Альберт Эйнштейн. Все они до создания ОТО не соответствовали данным наблюдений.

## Дальнейшее развитие

### Общая теория относительности
На протяжении более двухсот лет после Ньютона физики предлагали различные пути усовершенствования ньютоновской теории тяготения. Эти усилия увенчались успехом в 1915 году — созданием общей теории относительности Эйнштейна, в которой все указанные трудности были преодолены. Теория Ньютона, в полном согласии с принципом соответствия, оказалась приближением более общей теории, применимым при выполнении двух условий:
1. Гравитационный потенциал в исследуемой системе не слишком велик: {\displaystyle {\frac {\varphi }{c^{2}}}\ll 1}. В Солнечной системе это условие для большинства движений небесных тел можно считать выполненным — даже на поверхности Солнца отношение {\displaystyle |\varphi |/c^{2}} составляет всего {\displaystyle 2{,}12\cdot 10^{-6}}. Заметным релятивистским эффектом является только упомянутое выше смещение перигелия Меркурия[24].
2. Скорости движения в этой системе незначительны по сравнению со скоростью света: {\displaystyle {\frac {v}{c}}\ll 1}.

В слабых стационарных гравитационных полях уравнения движения переходят в ньютоновы (гравитационный потенциал). Для доказательства покажем, что скалярный гравитационный потенциал в слабых стационарных гравитационных полях удовлетворяет уравнению Пуассона
{\displaystyle \Delta \Phi =-4\pi G\rho }.
Известно, что в этом случае гравитационный потенциал имеет вид:
{\displaystyle \Phi =-{\frac {1}{2}}c^{2}(g_{44}+1)}.
Найдём компоненту тензора энергии-импульса {\displaystyle T_{44}} из уравнений гравитационного поля общей теории относительности:
{\displaystyle R_{ik}=-\varkappa (T_{ik}-{\frac {1}{2}}g_{ik}T)},
где {\displaystyle R_{ik}} — тензор кривизны.
Для {\displaystyle T_{ik}} мы можем ввести кинетический тензор энергии-импульса {\displaystyle \rho u_{i}u_{k}}. Пренебрегая величинами порядка {\displaystyle u/c}, можно положить все компоненты {\displaystyle T_{ik}}, кроме {\displaystyle T_{44}}, равными нулю. Компонента {\displaystyle T_{44}} равна
{\displaystyle T_{44}=\rho c^{2}}
и, следовательно {\displaystyle T=g^{ik}T_{ik}=g^{44}T_{44}=-\rho c^{2}}.
Таким образом, уравнения гравитационного поля принимают вид {\displaystyle R_{44}=-{\frac {1}{2}}\varkappa \rho c^{2}}. Вследствие формулы
{\displaystyle R_{ik}={\frac {\partial \Gamma _{i\alpha }^{\alpha }}{\partial x^{k}}}-{\frac {\partial \Gamma _{ik}^{\alpha }}{\partial x^{\alpha }}}+\Gamma _{i\alpha }^{\beta }\Gamma _{k\beta }^{\alpha }-\Gamma _{ik}^{\alpha }\Gamma _{\alpha \beta }^{\beta }}
значение компоненты тензора кривизны {\displaystyle R_{44}} можно взять равным {\displaystyle R_{44}=-{\frac {\partial \Gamma _{44}^{\alpha }}{\partial x^{\alpha }}}} и так как {\displaystyle \Gamma _{44}^{\alpha }\approx -{\frac {1}{2}}{\frac {\partial g_{44}}{\partial x^{\alpha }}}}, {\displaystyle R_{44}={\frac {1}{2}}\sum _{\alpha }{\frac {\partial ^{2}g_{44}}{\partial x_{\alpha }^{2}}}={\frac {1}{2}}\Delta g_{44}=-{\frac {\Delta \Phi }{c^{2}}}}. Таким образом, приходим к уравнению Пуассона:
{\displaystyle \Delta \Phi ={\frac {1}{2}}\varkappa c^{4}\rho }, где {\displaystyle \varkappa =-{\frac {8\pi G}{c^{4}}}}

### Квантовая гравитация
Применение принципа корпускулярно-волнового дуализма к гравитационному полю показывает, что гравитационные волны можно рассматривать как поток квантов поля — гравитонов. В большинстве процессов во Вселенной квантовые эффекты гравитации очень малы. Они становятся существенными лишь вблизи сингулярностей поля тяготения, где радиус кривизны пространства-времени очень мал. Когда он становится близким к планковской длине, квантовые эффекты становятся доминирующими. Эффекты квантовой гравитации приводят к рождению частиц в гравитационном поле чёрных дыр и их постепенному испарению. Построение непротиворечивой квантовой теории гравитации — одна из важнейших нерешённых задач современной физики.
С точки зрения квантовой гравитации, гравитационное взаимодействие осуществляется путём обмена виртуальными гравитонами между взаимодействующими телами. Согласно принципу неопределённости, энергия виртуального гравитона обратно пропорциональна времени его существования от момента излучения одним телом до момента поглощения другим телом. Время существования пропорционально расстоянию между телами. Таким образом, на малых расстояниях взаимодействующие тела могут обмениваться виртуальными гравитонами с короткими и длинными длинами волн, а на больших расстояниях только длинноволновыми гравитонами. Из этих соображений можно получить закон обратной пропорциональности ньютоновского потенциала от расстояния. Аналогия между законом Ньютона и законом Кулона объясняется тем, что масса гравитона, как и масса фотона, равна нулю. Разница между законом ньютоновского тяготения и законом Кулона (существует два вида электрических зарядов и один вид «гравитационных зарядов» с притяжением между ними) объясняется тем, что спин фотона равен {\displaystyle 1}, а спин гравитона равен {\displaystyle 2}.